# Amdjarass
Amdjarass (en árabe أم جرس) es una localidad de Chad, capital de la región de Ennedi Este desde la creación de esta en 2012, en el extremo Noreste del país. 
Hasta hace unas décadas era un oasis sahariano aislado de escasa relevancia, pero desde hace unos años ha experimentado un gran aumento de población.